# بلان (أصفهان)
بلان هي قرية في مقاطعة أصفهان، إيران. يقدر عدد سكانها بـ 337 نسمة بحسب إحصاء 2016.